# Max Noether
Max Noether (Mannheim, 24 september 1844 - Erlangen, 13 december 1921) was een Duits wiskundige, die werkte op de gebieden van de algebraïsche meetkunde en de theorie van de algebraïsche functies. Hij was de vader van Emmy Noether, een van de belangrijkste grondlegsters van de abstracte algebra.

## Werken
- Zur Grundlegung der Theorie der algebraischen Raumcurven, Berlijn 1883
- Zur Erinnerung an Karl Georg Christian von Staudt, Erlangen 1901
- Über die singulären Elemente der algebraischen Curven, Erlangen 1902
- Abriß einer Theorie der algebraischen Funktionen, Leipzig 1911 (co-auteur)